# Historia Poznania
Historia Poznania

## Czasy do 966
Pierwsi osadnicy pojawili się na terenie dzisiejszego Poznania w epoce paleolitu. Podczas badań archeologicznych odnaleziono zabytki kultury łużyckiej oraz kultury pomorskiej, do tego wyroby z okresu kultury przeworskiej. Od VII w. wzwyż datowane są materialne świadectwa obecności Polan.
W okresie między 1 poł. X wieku a początkiem 2 połowy X wieku zbudowano pierwszy gród na Ostrowie Tumskim.

## Stołeczny gród pierwszych Piastów (966–1034)
Pierwotnie główna osada leżała nad brzegiem Cybiny i prawym brzegu Warty. Po połowie X wieku (szósta/siódma dekada X w.) nastąpiła całkowita przebudowa grodu na Ostrowie Tumskim. Wówczas to wzniesiono dwuczłonowy gród oraz najprawdopodobniej częściowo otwarte obwałowania w południowej części Ostrowa. Przebudowa ta była związana z równoczesnym wzniesieniem najstarszego budynku sakralnego. 
Poznań za czasów pierwszych Piastów był ważnym ośrodkiem politycznym i religijnym. Jest to jedno z prawdopodobnych miejsc chrztu Polski. Znajdowało się tu murowane palatium należące do Mieszka I. Tutaj też mieściło się pierwsze polskie biskupstwo (968), które dzięki statusowi biskupstwa misyjnego utrzymało znaczną niezależność po utworzeniu metropolii w Gnieźnie.

## Upadek grodu i odbudowa zniszczeń (1034–1253)
W 1038 gród został zniszczony przez księcia czeskiego Brzetysława I. Odbudował go po powrocie do Polski Kazimierz Odnowiciel. Wzniesiono nowe wały, które stanowiły podstawę obrony grodu aż do lokacji miasta w 1253. Jednocześnie jednak w wyniku przeniesienia stolicy do Krakowa Poznań stracił na znaczeniu politycznym.
Na początku XII w. na prawym brzegu Warty powstała osada targowa, Śródka. Wzniesiono też szereg nowych kościołów (m.in. św. Marcina i św. Wojciecha), przy których zaczęły powstawać kolejne osady.

## Od lokacji na lewym brzegu Warty do zjednoczenia państwa (1253–1320)
W 1253 miasto Poznań uzyskało przywilej lokacyjny od Przemysła I. W tym samym roku powstały pierwsze fortyfikacje. W latach późniejszych całe miasto zostało otoczone murem. Wzniesiony został także zamek, do którego przenieśli się książęta wielkopolscy. Przywilej lokacyjny został w 1296 potwierdzony przez Władysława Łokietka po objęciu przez niego władzy na terenie Wielkopolski.

## Podczas zaborów

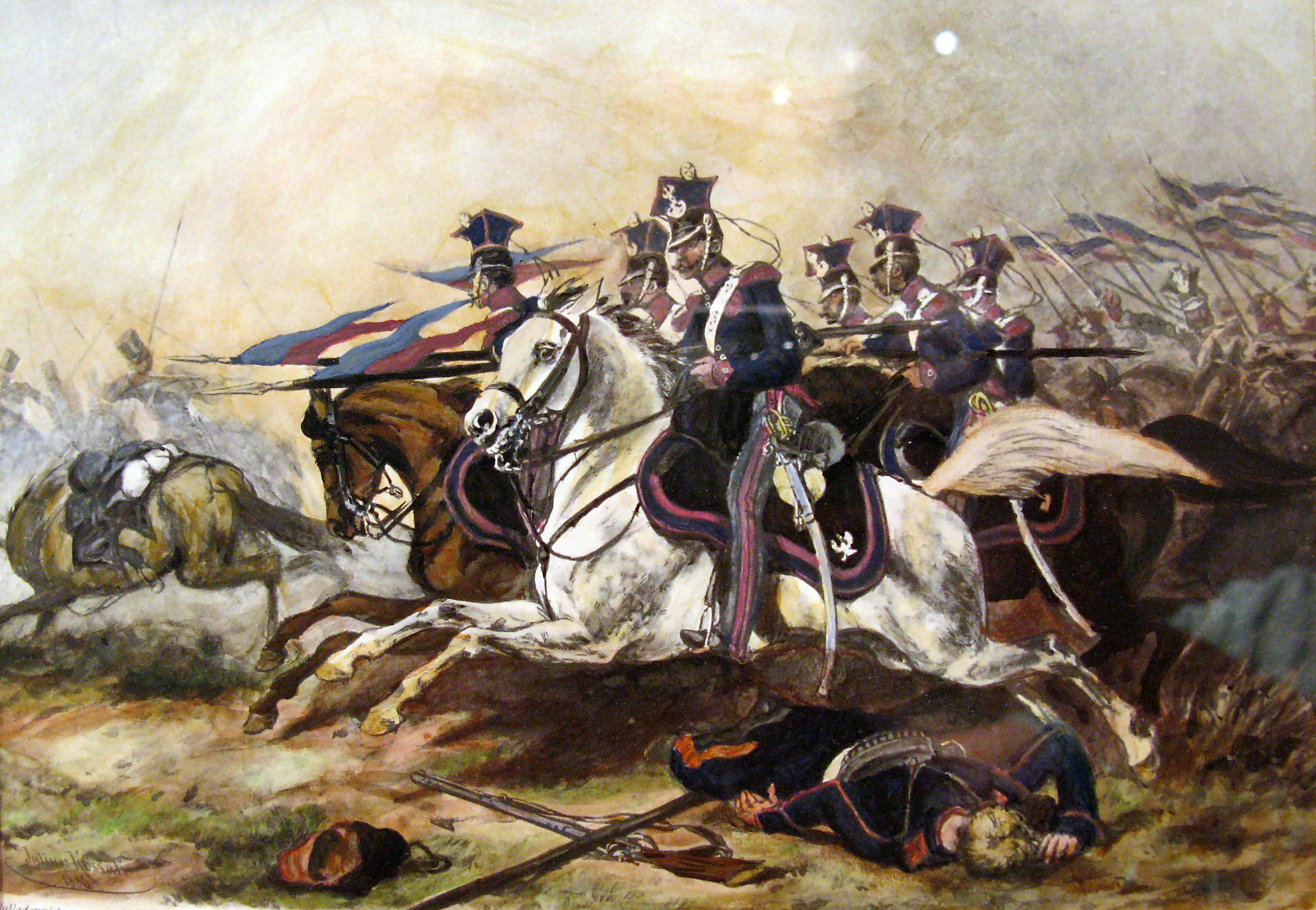
Szwadron ułanów miasta Poznań z Powstania listopadowego 1830–1831

## Podczas II wojny światowej

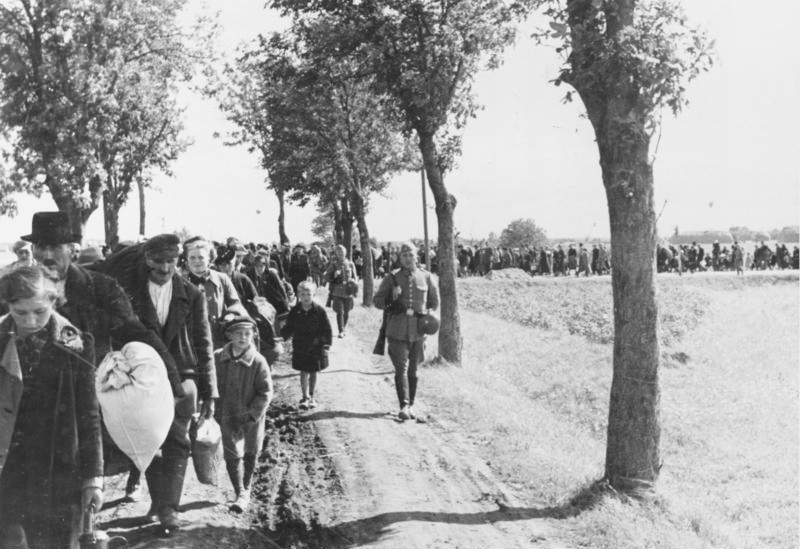
Wysiedlanie Polaków z Kraju Warty w 1939

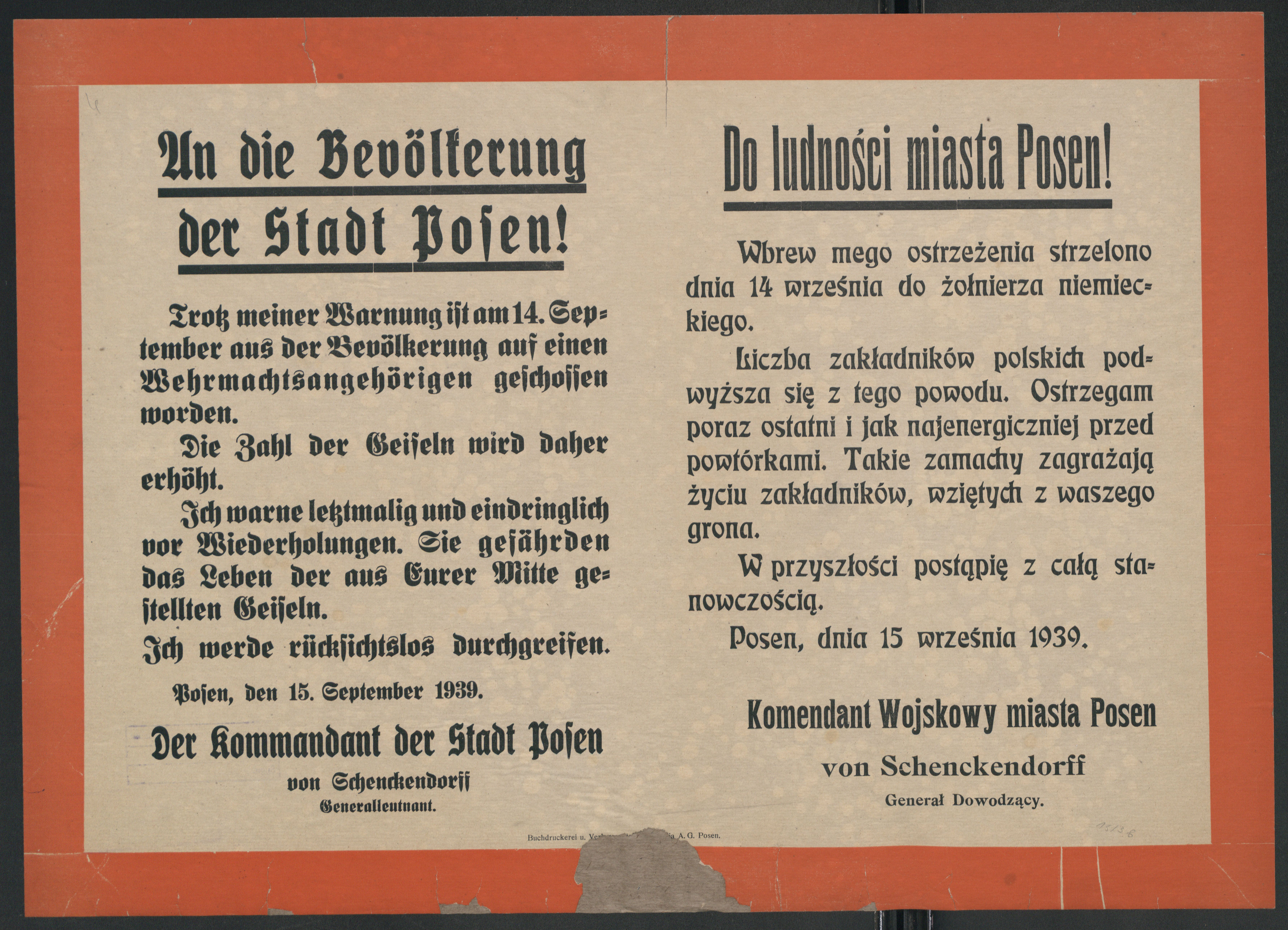
Obwieszczenie gen. von Schenckendorffa, Komendanta Wojskowego Poznania z 15.09.1939 r. (ze zbiorów Archiwum Państwowego w Poznaniu)

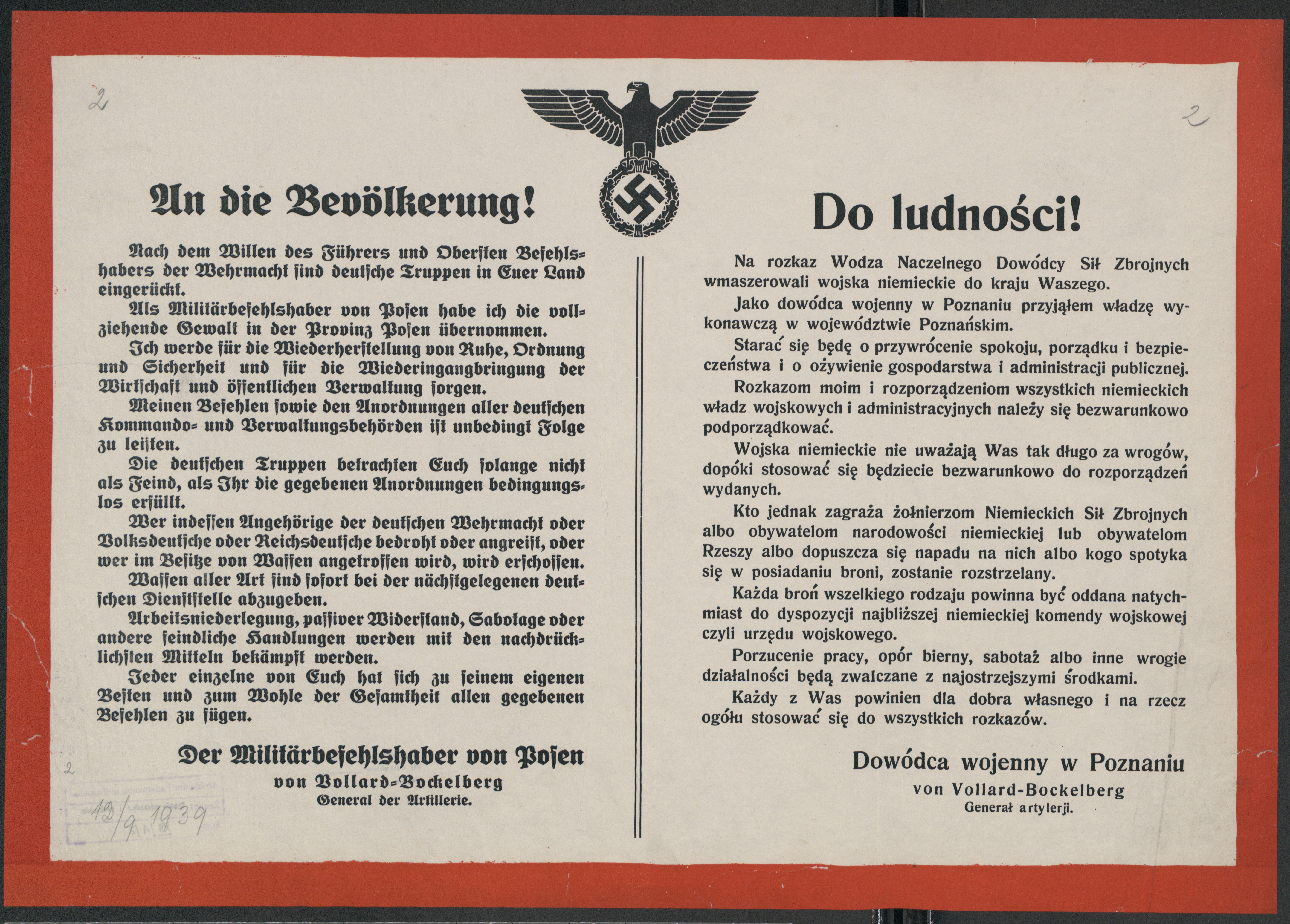
Obwieszczenie informujące o skutkach uchylania się od wykonania zarządzeń wojskowych władz niemieckich, 1939 (ze zbiorów Archiwum Państwowego w Poznaniu)

Poznań został zajęty bez walki przez wojska niemieckie 12 września 1939 roku. Podczas okupacji niemieckiej Polski miasto zostało wcielone do Rzeszy i zostało siedzibą namiestnika Rzeszy Arthura Greisera w stworzonym przez Niemców tzw. Kraju Warty (niem. Warthegau). W latach 1939–1945 Niemcy wysiedlili przymusowo 100 tysięcy Polaków z Poznania (w tym 41 tys. z okręgu poznańskiego, oraz 2 tys. Żydów na Lubelszczyznę) do Generalnego Gubernatorstwa. Około 10 tys. z ogólnej liczby wysiedlonych zginęło w niemieckich obozach. Równolegle realizowano nazistowską politykę metodami represyjnymi, do których należały m.in. masowe egzekucje cywilnych mieszkańców Poznania. Likwidowano w pierwszym rzędzie polskich intelektualistów, naukowców, działaczy społecznych, powstańców wielkopolskich i inteligencję, z których większość zginęła w pierwszym na ziemiach polskich obozie koncentracyjnym w Forcie VII w Poznaniu, będącym faktycznie obozem eksterminacji, przez który przeszło łącznie ok. 20 tys. Wielkopolan. Fort VII do 1941 był kolejno obozem przejściowym, a do 1944 więzieniem policyjnym i obozem „pracy wychowawczej” dla poznaniaków. Od 1943 funkcjonował nowy obóz karno-śledczy w Żabikowie, w którym przeciętnie przebywało ok. 2 tys. osób.
W latach 1939–1941 z miasta wysiedlano masowo do Generalnego Gubernatorstwa w szczególności Żydów oraz Polaków. Do końca 1939 r. wysłano do GG ok. 80 transportów – ogółem 87 883 osób. Do końca 1940 r. wysiedlenia objęły już ponad 250 000 osób. W 1941 r. nasilono politykę wysiedlania Żydów z Kraju Warty do dowolnego z blisko 200 gett utworzonych na terenie GG. Z samego Poznania przesiedlono do GG ok. 70 000 osób. Setki tysięcy ludzi, głównie młodych, czasem nastolatków, wysiedlono jako robotników przymusowych w głąb Rzeszy. Na ich miejsce w ramach akcji Heim ins Reich (pol. „Powrót do domu w Rzeszy”) napływały grupy Niemców ze Wschodu, głównie z terenów zajętych przez ZSRR.
Niewygodni politycznie Polacy byli torturowani i mordowani w katowniach Gestapo przy ul. Młyńskiej (wyroki śmierci wykonywano w nim przez gilotynowanie i powieszenie) i „Domu Żołnierza” (w 1944 przebywał w nim także osobisty sekretarz namiestnika Rzeszy Greisera, aresztowany po tym jak stwierdził iż Niemcy przegrają wojnę, oraz kilku generałów włoskich i jeńców amerykańskich) przy ul. Ritterstrasse 21. Wokół Poznania mieściło się także kilka niemieckich obozów pracy dla Żydów z Polski i Niemiec, m.in. w Krzesinach (ok. 10 tysięcy więźniów), Smochowicach (ok. 2 tys. osób, wywiezionych następnie do obozu w Krzesinach-Piotrowie), Dębcu (ok. 2 tys. ludzi wywiezionych do Auschwitz). W okresie 1940–1945 w obozie jenieckim na terenie Poznania przebywało także ok. 7 tys. Francuzów, Brytyjczyków i żołnierzy sowieckich. W czasie okupacji niemieckiej w Poznaniu i Wielkopolsce działały także polskie organizacje konspiracyjne, prowadzące działalność dywersyjną, wywiadowczą i sabotażową – m.in. ZWZ-AK, Bataliony Chłopskie i GL/AL.
W latach 1940–1942 do Poznania przyłączono okoliczne wsie takie jak Antoninek, Kobylepole, Chartowo, Żegrze, Krzesiny, Szczepankowo, Spławie, Głuszyna, Marlewo, Minikowo, Fabianowo, Kotowo, Junikowo, Ławica, Smochowice, Krzyżowniki, Psarskie, Strzeszyn, Podolany i Naramowice. Było to największe rozszerzenie miasta w całej jego historii. Przyłączono w sumie 14889 ha, co dało dwukrotne zwiększenie obszaru Poznania.
W styczniu i lutym 1945 toczyły się o Poznań ciężkie walki (zwłaszcza o Cytadelę Poznańską) między Armią Czerwoną a siłami niemieckimi. Miasto zostało zdobyte 23 lutego 1945. Zniszczenia wojenne sięgały 55%. Niemal całkowicie została zniszczona staromiejska część miasta i większość zabytkowych budowli, urządzenia zakładów wodociągowych, kanalizacyjnych, gazowni, elektrowni oraz sieci przemysłowych. Wszystkie mosty (z wyjątkiem Mostu Dworcowego) zostały zerwane, a urządzenia komunikacji miejskiej i kolejowej poważnie uszkodzone.. Pozostałe zabytkowe dzielnice mieszkalne m.in.: Jeżyce, Łazarz, Wilda i Sołacz nie uległy zniszczeniom.

## W PRL

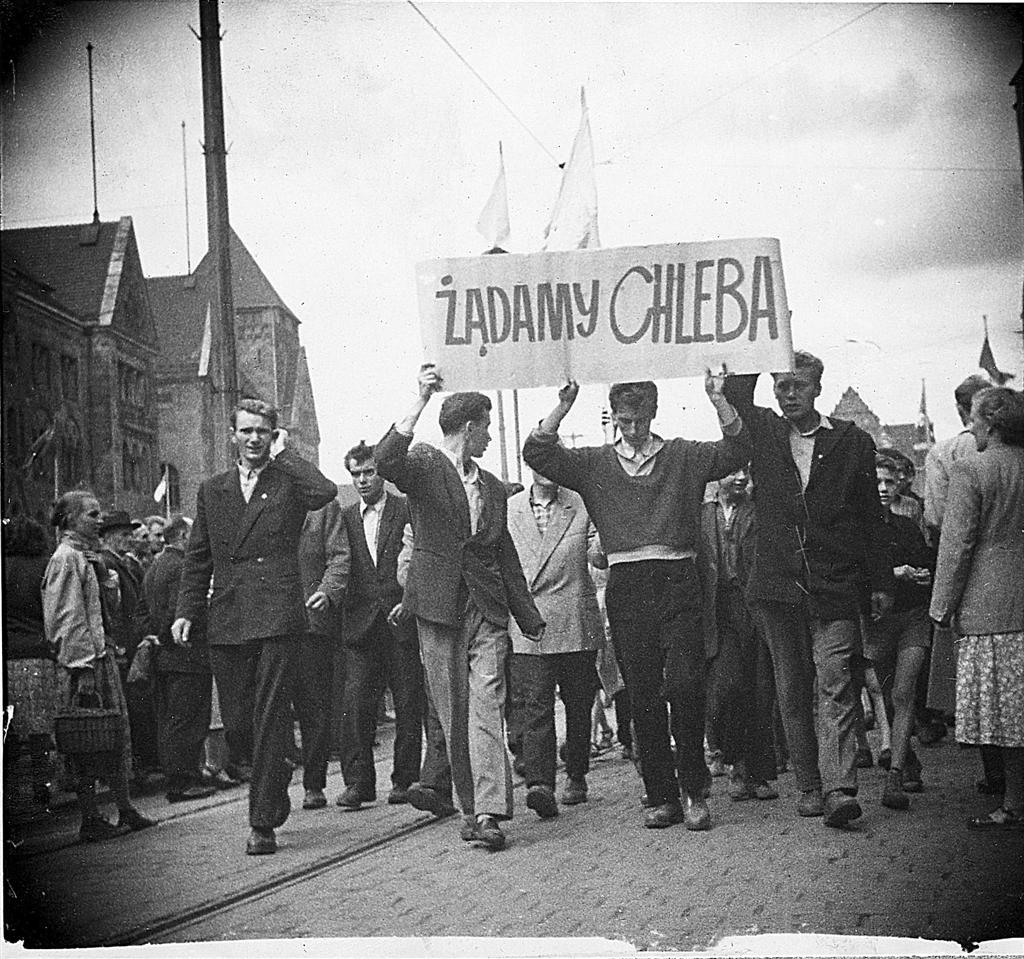
Manifestacja podczas Poznańskiego czerwca na ul. Armii Czerwonej (obecnie Święty Marcin) 1956.

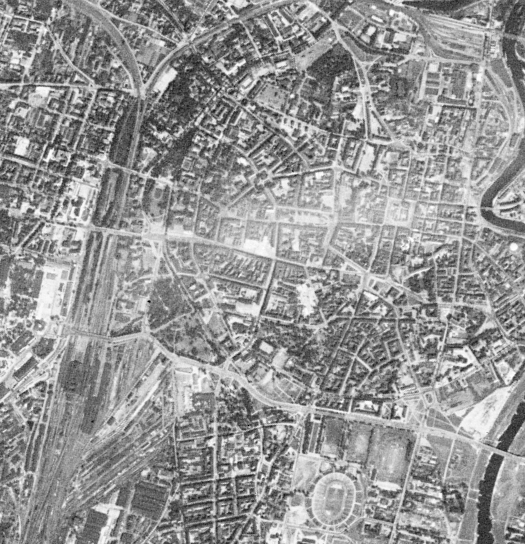
Centrum Poznania sfotografowane przez satelitę wywiadowczego, 23 sierpnia 1965 r.

Po 1945 rozpoczęła się odbudowa miasta ze zniszczeń wojennych i powiększanie jego obszaru połączone z jego rozbudową. Poznań jako jedno z większych miast polskich nadal pełnił funkcję ośrodka kulturalnego, naukowego i gospodarczego (mimo wywiezienia części ważnych zakładów przemysłowych do ZSRR).
W Poznaniu założono Specłagier NKWD nr 2. Dokumenty świadczą o ponad 800 więźniach przebywających w tym obozie w 1945, i potem, w dyspozycji poznańskiego WUBP. Wśród przetrzymywanych znajdowali się wyżsi oficerowie AK, a także żołnierze NSZ i działacze SN. 
W czerwcu i lipcu 1946 roku w mieście trwał przed Najwyższym Trybunałem Narodowym proces Artura Greisera - b. namiestnika Rzeszy w Kraju Warty zakończony wyrokiem śmierci. 
W 1952 w centrum Poznania miała miejsce katastrofa lotnicza samolotu bombowego, w której zginęło co najmniej 9 osób (była to największa katastrofa wojskowego samolotu w historii miasta Poznania).
Od 1952 i początku funkcjonowania PRL, Poznań doświadczył protestów robotniczych wynikających z niezadowolenia i kontestacji polityki socjalistycznej prowadzonej przez władze, kulminacją były wydarzenia z czerwca 1956, określane jako Poznański Czerwiec '56, krwawo spacyfikowane przez LWP i siły MO - w wyniku zajść śmierć poniosło według oficjalnych danych ponad 70 osób (nieoficjalnie ponad 100), a rannych zostało kilkaset osób.
W czasach Polski Ludowej powstały wielkie zakłady przemysłowe m.in. Fabryka Łożysk Tocznych, Fabryka Maszyn Żniwnych, Fabryka Kosmetyków „Lechia”, Zakłady Graficzne im. Marcina Kasprzaka, Zakłady Przemysłu Cukierniczego „Goplana”, Wytwórnia Wyrobów Tytoniowych oraz Zakłady Koncentratów Spożywczych „Amino”.
W latach 70. na niezabudowanych terenach Junikowa, Winograd i Rataj oraz Chartowa wybudowano osiedla z wielkiej płyty.